# Araneus abeicus
Araneus abeicus là một loài nhện trong họ Araneidae.
Loài này thuộc chi Araneus. Araneus abeicus được Herbert Walter Levi miêu tả năm 1991.